# Krasnojarskreservoiret
Krasnojarskreservoiret (russisk: Красноярское водохранилище, tr. Krasnojarskoje vodokhranilisjtje) er et vandkraftreservoir nær byen Divnogorsk på floden Jenisej i Krasnojarsk kraj i Sibiriske føderale distrikt af Den Russiske Føderation. Reservoiret er opkaldt efter byen Krasnojarsk, den største by ved reservoiret. Reservoiret har et areal på 2.000 km², omkring 66% af Fyns areal (3.099,7 km²), og et maksimalt volumen på 73,3 km³.

## Reservoiret
Fyldningen af Krasnojarskreservoiret påbegyndtes i 1967, og værket blev sat idrift i 1967. Vandkraftværket har en indstalleret effekt på 6.000 MW og en gennemsnitlig årlig produktion på 19,6-20,4 TWH. Fra igangsætning af 10. turbine i april 1971 var vandkraftværket verdens største elproducent indtil Grand Coulee Dam nåede 6.181 MW i 1983. Reservoiret er det næst største i Rusland efter Bratskreservoiret.
Krasnojarskreservoiret blev etableret for at sikre vandvejstransporten og udnytte det store vandkraftpotetiale. Som en følge af oprettelsen af Krasnojarskreservoiret skabtes en dyb vandtransportrute fra Minusinsk til udmundingen af Jenisej. Vede den Krasnojarskreservoiret ligger byerne Krasnojarsk, Divnogorsk og Minusinsk. Den store elproduktion benyttes til bl.a. aluminiumsproduktion.

## Billeder
- Krasnojarskdæmningen 2010
- Hæveværk til sikring af skibstrafikken på Krasnojarskreservoiret
- Konstruktion af dæmningen 1963
- Konstruktion af vandkraftværket 1963